# Frate Alberto
La novella in questione è la seconda della quarta giornata del Decameron di Giovanni Boccaccio ed è raccontata da Pampinea. Il tema centrale è quello dell’amore finito in tragedia, ma si concentra anche sui peccati della menzogna e del vizio. È nota per i suoi elementi satirici e umoristici, tipici dello stile di Boccaccio.

## Personaggi
Berto della Massa: vera identità di Frate Alberto
Frate Alberto: protagonista della novella
Arcangelo Gabriele: personaggio di cui finge l’identità Frate Alberto
Madonna Lisetta: moglie di un ricco mercante

## Trama
La novella narra di un uomo di nome Berto della Massa che, avendo una brutta reputazione nella sua città natale (Imola), decise di trasferirsi a Venezia per cambiare la sua identità in modo da poter ricominciare da zero.
L'uomo scelse di intraprendere un percorso come frate, conquistando la fiducia dei veneziani e insabbiando i peccati compiuti precedentemente. Durante questo suo cammino non abbandonò però il vizio di compiere atti scorretti, infatti la novella racconta di come frate Alberto utilizzò la menzogna ingannando Madonna Lisetta. Frate Alberto incontrò la donna per la prima volta nel confessionale nella chiesa di Venezia, in cui egli praticava la sua professione di prete. 
La vicenda ebbe inizio nel momento in cui la donna andò a confessarsi e frate Alberto la rimproverò della sua eccessiva ostentazione. Egli però, ripensò al suo comportamento e pensò di poter sfruttare la situazione a suo piacimento, inventandosi così la menzogna su cui si basa la novella. Difatti frate Alberto disse a Madonna Lisetta che l'Arcangelo Gabriele andò a rimproverarlo per averla richiamata, e gli confessò di essersi innamorato della donna. Lisetta credette alla sua menzogna e accettò la richiesta dell'Arcangelo, che era in verità il frate, di servirsi del suo corpo.
La donna per vanto si confidò con una sua amica, che non mantenne il segreto e così la notizia si diffuse velocemente nel paese, arrivando anche ai cognati di Madonna Lisetta. Loro non si bevettero la storia dell'Arcangelo e per questo motivo una sera decisero di fare un appostamento per riuscire a catturare l'impostore.
Una volta che i cognati videro Frate Alberto e Madonna Lisetta insieme, Frate Alberto si buttò dalla finestra riuscendo a scappare mediante il Canal Grande, rifugiandosi a casa di un uomo povero che iniziò a ricattarlo subito dopo aver saputo la situazione in cui si era cacciato. L'uomo gli diede dei vestiti in modo da non essere riconosciuto ma, invece di soccorrerlo, lo incastrò portandolo in piazza San Marco dove venne legato ad una colonna.
Quando tutti scoprirono il suo peccato venne pubblicamente ricoperto di insulti, i quali cessarono solo quando i frati del convento lo liberarono e lo portarono in prigione, luogo in cui passò il resto della sua vita.